# 제8회 부산독립영화제
제8회 부산독립영화제는 2006년 11월 24일에 열린 시상식이다.

## 수상 및 후보

### 백팔번뇌상
- 할매, 똥 쌌다 - 이주영 수상

### 고군분투상
- 그런 영화 아니잖아요? - 박성남 수상

### 공식상영작
- 길녘 - DK김태균
- Making Family - 박동호
- 맛의 비밀 - 김성준
- 길 - 신수현
- 우산 드는 아이 - 변준철
- 우끼 - 박성림
- 흡혈귀 - 손홍식
- 나는 조진웅이다 - 표제가
- 총각과 처녀 - 정우진
- 블랙퍼스트 - 박경원
- 그림일기 - 이정훈
- 주차금지 - 정승언
- 날아라 저기로 - 조완준
- 까만 색의 의미 - 박희영
- 너에게 묻다 - 유은경
- 시원하시죠 - 손승웅
- 병을 깨다 - 박배일
- 천사가 없는 6월 - 이재상
- 편의점 - 김주일
- 몽상 - 천병은
- 온 더 클락 - 이현지
- 거울숲 - 김승화
- 브라보 나의 인생아 - 김병태
- 미치도록 재수있는 인생 - 김우영
- 오 마이 베이비 - 손현석
- 제프 이야기 - 조지호
- 여기는 옥천 우체국 - 임동석
- 한밤의 데이트 - 정우진
- 천사들의 마을에 눈이 내리다 - 변준철
- MATCH - 하종민
- 나의 길, 나의 삶 - 김민선
- 뷁 - 천병은
- 겨울, 비껴서다 - 홍은미